# ماشینکاری چند محوره
ماشینکاری چند محوره یک فرآیند تولیدی است که شامل ابزارهایی است که در 4 جهت یا بیشتر حرکت می‌کنند و برای ساخت قطعات از فلز یا مواد دیگر با استفاده از براده‌برداری کردن مواد اضافی، برش با جت آب یا برش لیزر استفاده می‌شود. این نوع ماشینکاری در ابتدا به صورت مکانیکی بر روی ماشین‌های پیچیده بزرگ انجام می‌شد. این ماشین‌ها روی 4، 5، 6 و حتی 12 محور کار می‌کردند که به‌صورت جداگانه از طریق اهرم‌هایی که روی صفحات بادامک قرار داشتند، کنترل می‌شدند. صفحات بادامک قابلیت کنترل ابزار، میزی که قطعه بر آن محکم شده‌است و همچنین چرخاندن ابزار یا قطعه در داخل دستگاه را ارائه می‌دهد. با توجه به اندازه و پیچیدگی دستگاه، زمان زیادی برای راه اندازی آن‌ها برای تولید صرف شد.  هنگامی که ماشینکاری با کنترل عددی کامپیوتری(CNC) معرفی شد، روشی سریع‌تر و کارآمدتر برای ماشینکاری قطعات پیچیده ارائه کرد. 
ابزارهای CNC معمولی از انتقال در 3 محور پشتیبانی می‌کنند. ماشین‌های چند محوره نیز از چرخش حول یک یا چند محور پشتیبانی می‌کنند. ماشین‌های 5 محور معمولاً در صنایعی استفاده می‌شوند که در آن قطعه کار به صورت خطی در امتداد سه محور (معمولاً x، y و z) حرکت می‌کند و دوک ابزار قابلیت چرخش حول 2 محور اضافی را دارد.
در حال حاضر بسیاری از سیستم‌های نرم‌افزاری CAM ( ساخت و تولید به کمک کامپیوتر ) برای پشتیبانی از ماشینکاری چند محوری در دسترس هستند. نرم افزارهایی وجود دارند که می‌توانند مسیرهای ابزار 3 محوره را به طور خودکار به مسیرهای ابزار 5 محوره تبدیل کنند. قبل از پیشرفت تولید به کمک رایانه، انتقال اطلاعات از طراحی به تولید اغلب نیازمند کار دستی گسترده، ایجاد خطا و در نتیجه اتلاف زمان و مواد بود.
سه جزء اصلی برای ماشین‌های چند محوری وجود دارد:
1. قابلیت‌های فیزیکی ماشین‌ها مانند گشتاور، سرعت دوک، جهت‌گیری یا عملکرد محور.
2. سیستم درایو CNC، اجزایی که دستگاه را حرکت می‌دهند. این قسمت شامل موتورهای سرو، سیستم‌های تراورس سریع، بال‌اسکروها و نحوه نظارت بر موقعیت است.
3. کنترلر CNC، این نحوه‌ای است که داده‌ها در داخل ماشین منتقل یا ذخیره می‌شوند و داده‌های ورودی پردازش و اجرا می‌شوند.

ماشین‌های چند محوه پیشرفت زیادی نسبت به سایر ابزارهای CNC با توجه به قیمت افزایش پیچیدگی و قیمت دستگاه داشته‌اند:
- در غیر صورتی که قطعه باید به صورت دستی در حین ماشینکاری چرخانده شود، مقدار کار توسط انسان کاهش می‌یابد.
- با حرکت مماس ابزار در اطراف سطح (برخلاف حرکت قطعه کار به دور دوک) می توان کیفیت سطحی بهتری را به دست آورد.
- قطعات پیچیده‌تری را می‌توان تولید کرد، به ویژه قطعاتی با سوراخ های منحنی.
- افزایش عمر ابزار به دلیل توانایی دستیابی به زوایای بهینه بین ابزار و سطح ماشینکاری.
- قطعات با کیفیت بالاتر. آنچه زمانی نیاز به چندین تنظیم داشت، اکنون حتی اگر در یک مرحله نه، می‌تواند تنها در چند مرحله به نسبت کم اجرا شود، مراحل را کاهش می‌دهد و فرصت خطا را کاهش می‌دهد.

تعداد محورها برای ماشین‌های چند محوره از 4 تا 9 متغیر است. هر محور حرکت یا با حرکت میز (که قطعه کار به آن متصل است) یا با حرکت ابزار انجام می‌شود. پیکربندی واقعی محورها متفاوت است، بنابراین ماشین‌هایی که تعداد محورهای یکسانی دارند می‌توانند در حرکات قابل انجام متفاوت باشند.

## کاربردها
ماشین آلات CNC چند محوره در بسیاری از صنایع کاربرد دارند. از جمله:
- صنعت هوافضا : ماشین‌های چند محوری در ساخت قطعات هواپیما استفاده می‌شوند که امکان ساخت قطعات پیچیده را به صورت کارآمد فراهم می‌کند.
- صنعت خودرو : ماشین‌های CNC چند محوره محفظه‌های موتور، رینگ‌ها و چراغ‌های جلو را تولید می‌کنند.
- صنعت مبلمان : ماشین‌های تراش CNC چند محوره پایه‌های میز چوبی و همچنین اکثر اجزای دیگر را به صورت انبوه تولید می‌کنند.
- صنعت پزشکی : دستگاه‌های CNC چند محوره جایگزین‌های سفارشی لگن، ایمپلنت‌های دندانی و اندام‌های مصنوعی را ایجاد می‌کنند.

ماشینکاری چند محوری معمولاً برای نمونه‌سازی سریع استفاده می‌شود، زیرا می‌تواند مدل‌های قوی و باکیفیت از فلز، پلاستیک و چوب ایجاد کند و در عین حال به راحتی قابل برنامه‌ریزی باشد.
| مقایسه ماشین های چند محوری مختلف | مقایسه ماشین های چند محوری مختلف | مقایسه ماشین های چند محوری مختلف                      | مقایسه ماشین های چند محوری مختلف | مقایسه ماشین های چند محوری مختلف |
| نام                              | # محورهای چرخشی روی سر           | # محورهای دوار روی میز                                | مزایا نسبت به سایر ماشین‌های چند محوره | نمودار                           |
| -------------------------------- | -------------------------------- | ----------------------------------------------------- | --- | -------------------------------- |
| تراش CNC                         | 0                                | 1 محور X چرخان                                        | - بهینه شده برای ماشینکاری اجسام استوانه‌ای |                                  |
| سر دوک محوری و میز چرخشی         | 1 محور X چرخان                   | 1 محور Y دوار                                         | - قادر به داشتن یک منطقه کار بزرگتر است که تطبیق پذیری دستگاه و انواع قطعاتی را که می‌تواند آسیاب کند افزایش می‌دهد. - پایدارتر از سر اسپیندل دابل پیوت |                                  |
| میز دوار دوبل                    | 0                                | 1 محور X چرخان 1 محور Y دوار                          | - بهترین روش برای فرز برآمدگی - ساده ترین راه برای تبدیل ماشین 3 محوره به ماشین 5 محوره - قادر به ماشینکاری اجسام با حجم بالاتر                       |                                  |
| سر دوک محوری دوبل                | 1 محور Y دوار 1 محور Z چرخشی     | 0                                                     | - پایه ثابت اجازه می‌دهد تا قطعات سنگین آسیاب شوند - ایده آل برای فرز کردن اجسام غیر گرد                                                               |                                  |
| میز چرخشی و میز روتاری           | 0                                | 1 محور Z چرخشی 1 محور چرخشی 45 درجه بین محورهای X و Y | - شبیه به یک میز دوار-دوار است، اما محور 45 درجه به آن اجازه می‌دهد فشرده‌تر باشد. - مقرون به صرفه‌ترین برای ماشینکاری قطعات کوچک                        |                                  |

## نرم افزارهای ساخت و تولید به کمک کامپیوتر (CAM)
نرم افزارهای CAM فرآیند تبدیل مدل‌های سه بعدی به مسیرهای ابزار را خودکار می‌کنند، مسیری که ماشین چند محوری برای براده‌برداری کردن از قطعه طی می‌کند. این نرم افزار پارامترهای مختلف سر ابزار را در نظر می‌گیرد (در مورد روتر CNC، این به اندازه بیت است)، ابعاد فضای خالی و هر گونه محدودیتی که ممکن است دستگاه داشته باشد. مسیرهای ابزار برای پاس های متعدد را می‌توان برای ایجاد سطح بالاتری از جزئیات روی قطعات ایجاد کرد. چند پاس اول مقدار زیادی از مواد را حذف می‌کند، در حالی که آخرین و مهم ترین پاس باعث ایجاد پرداخت سطح می‌شود. در مورد ماشین تراش CNC، نرم افزار CAM مسیر ابزار را طوری بهینه می‌کند که محور مرکزی قطعه با چرخش تراش هم‌تراز باشد. هنگامی که مسیرهای ابزار تولید شدند، نرم افزار CAM آنها را به جی کد تبدیل می‌کند و به ماشین CNC اجازه می‌دهد تا براده‌برداری را شروع کند.
نرم افزارهای CAM در حال حاضر عامل محدود کننده قابلیت‌های یک ماشین چند محوره با توسعه مداوم است. پیشرفت های اخیر در این فضا عبارتند از:
- بهینه‌سازی توپولوژی، الگوریتمی که مدل های سه بعدی را برای کارآمدتر و مقرون به صرفه‌تر بودن در ماشین های CNC اصلاح می‌کند.
- تشخیص خودکار ویژگی‌های مدل سه‌بعدی، که می‌تواند تولید مسیر ابزار را با شناسایی دستورالعمل‌هایی که ماشین باید از ویژگی‌های مدل سه‌بعدی پیروی کند، ساده‌تر کند.